# محمدکندی (سرآب)
محمدکندی، روستایی از توابع بخش مرکزی شهرستان سرآب در استان آذربایجان شرقی ایران است.

## جمعیت
این روستا در دهستان صائین قرار دارد و براساس سرشماری مرکز آمار ایران در سال ۱۳۸۵، جمعیت آن ۵۲ نفر (۱۲خانوار) بوده‌است.